# Cessole
Cessole (piemontiul: Séssole) település Olaszországban, Piemont régióban, Asti megyében. Lakosainak száma 358 fő (2023. január 1.). Cessole Bubbio, Cossano Belbo, Loazzolo, Roccaverano és Vesime községekkel határos.

## Népesség
A település lakossága az elmúlt években az alábbi módon változott:
| Lakosok száma | 396  | 402  | 358  |
|               | 2017 | 2018 | 2023 |